# 落基山圣母像

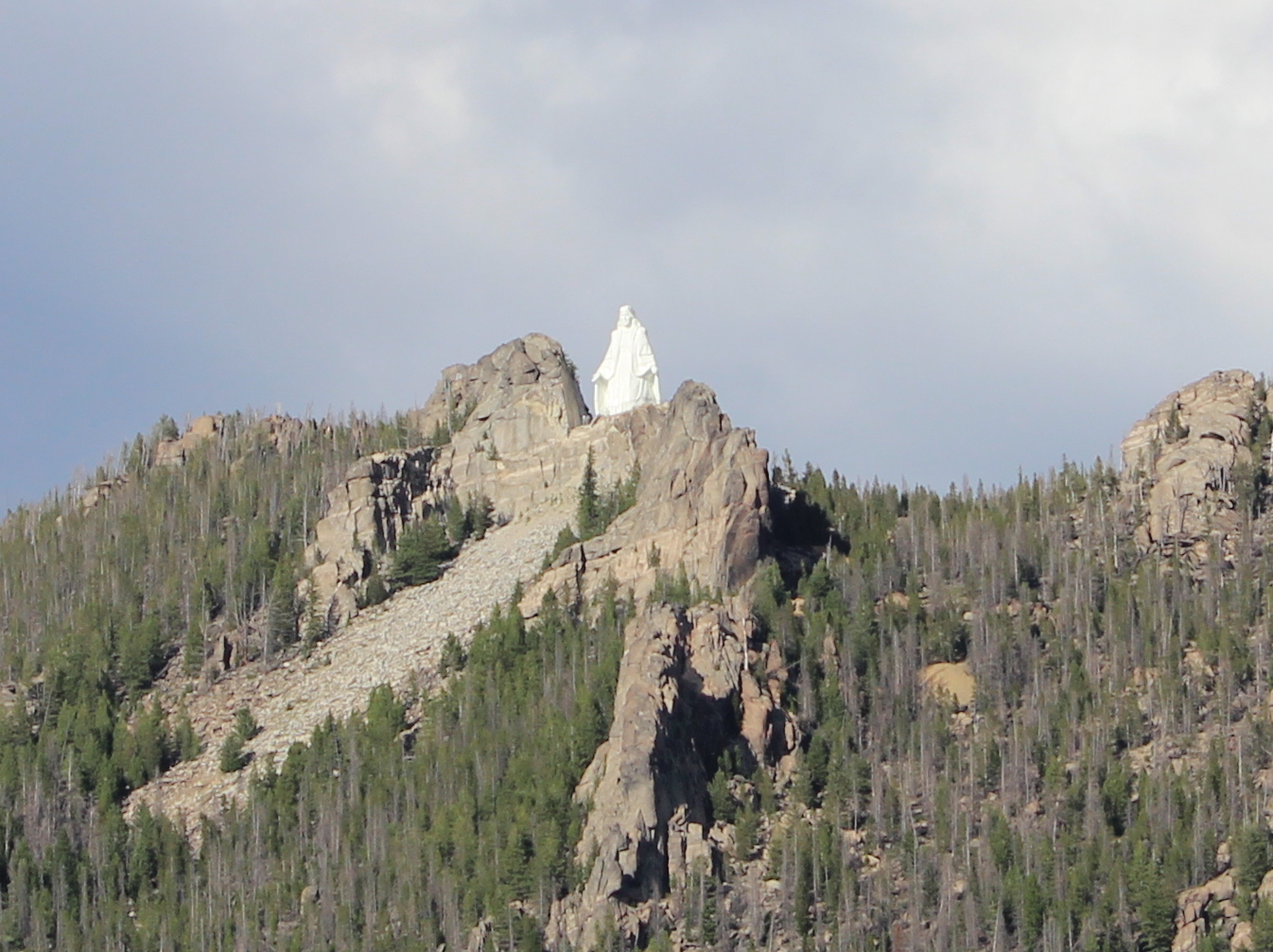
落基山圣母像

落基山圣母像是位于美国大陆分水岭之上的一座圣母玛利亚的塑像，俯瞰着蒙大拿州比尤特市。这尊塑像高27米，是美国第二高的塑像，仅次于自由女神像。
落基山圣母像是志愿者用捐献的材料建造而成的。塑像的底座比海平面高近2,593米，比比尤特市高1,067米。塑像在夜间会亮灯，远处可见。

## 建造
1979年，本地居民鲍勃·奥比尔的妻子患了癌症，他向圣母玛利亚许愿，如果妻子身体康复，就在院中树立一个高5英尺的雕像。  他的妻子果真康复了，他改变了主意，而是要在高高的山顶塑一座90英尺高的像。他的乡邻一起帮他塑像，比尤特市很多人给他们捐献建材，一位知名的退休工程师免费设计塑像。这项工程开始于1979年12月29日，志愿者们夜间工作，炸开了一条通往落基山山顶的路，工程十分困难，有时候一天只能进展10英尺。1985年9月，塑像的底座浇筑完成，用了400吨混凝土。混凝土由比尤特市一家混凝土公司提供。1985年12月17日，美国国民警卫队出动CH-54空中起重机将分成四部分的基座合为一体。